# Лассинг (Штирия)
Лассинг (нем. Lassing) — община (нем. Gemeinde) в Австрии, в федеральной земле Штирия. 
Входит в состав округа Лицен.  Население составляет 1733 чел. (на 1 янв. 2016г.). Занимает площадь 37,2 км². Официальный код  —  61222.

## История
Утром 17 июля 1998 года произошла Авария на шахте в Лассинге.
По результатам выборов 2015 года , бургомистр общины — Фридрих  Штангль (АНП) 
Совет представителей коммуны (нем. Gemeinderat) состоит из 15 мест.
- Народники (АНП) занимают 11 мест (8 в 2005г.)
- Социал-демократы (СДПА) занимают 1 место (5 в 2005г.)
- Свобода (АПС) занимает 3 места (2 в 2005г.)